# Rappa Ternt Sanga
Rappa Ternt Sanga es un álbum del cantante de R&B, T-Pain. Se vendieron sobre 500 000 copias. 

## Canciones
1. "[Intro]" – 1:49
2. "I'm Sprung" – 3:51
3. "I'm N Luv (Wit A Stripper)" (junto a Mike Jones) – 4:25
4. "Studio Luv" – 3:37
5. "You Got Me" (junto a Akon) – 3:35
6. "Let's Get It On" – 3:52
7. "Como Estas (junto a Taino)" – 3:34
8. "Have It Interlude" – 3:16
9. "Fly Away" – 3:55
10. "Going Thru A Lot" (junto a BoneCrusher) – 4:28
11. "Say It" – 4:00
12. "Dance Floor" (junto a Tay Dizm) – 3:58
13. "Ur Not The Same" (junto a Akon) – 4:17
14. "My Place" – 3:40
15. "Blow Ya Mind" – 4:16
16. "Ridge Road" – 4:35
17. "I'm Hi" (junto a Styles P) – 4:32
18. "I'm Sprung 2" (junto a Trick Daddy y YoungBloodz) – 4:20

- Datos: Q1063102